# Saskatoon City
Pour les articles homonymes, voir Saskatoon (homonymie).
Saskatoon City fut une circonscription électorale fédérale de la Saskatchewan, représentée de 1935 à 1949.
La circonscription de Saskatoon City a été créée en 1933 d'une partie de Saskatoon. Abolie en 1947, elle fut redistribuée parmi Rosthern, Rosetown—Biggar et Saskatoon.

## Géographie
En 1933, la circonscription de Saskatoon City comprenait:
- La cité de Saskatoon
- Les cantons 35, 36 et 37

## Députés
1. 1935-1939 — Alexander MacGillivray Young, PLC
2. 1939-1940 — Walter George Brown, United Reform
3. 1940-1945 — Alfred Henry Bence, CON
4. 1945-1949 — Robert Ross Knight, CCF

- CCF = Co-Operative Commonwealth Federation
- CON = Parti conservateur du Canada (ancien)
- PLC = Parti libéral du Canada